# 赵主俗
赵主俗，唐代中后期牂牁酋长。
赵主俗为赵君道、赵国珍之后，唐德宗贞元七年（791年）唐朝朝廷给赵主俗授官，此后牂牁朝贡不绝，至贞元十八年（802年）已五次遣使朝贡。唐宪宗元和二年（807年），宪宗派黔南观察使遣将护送牂牁、昆明贡物。元和七年（812年），宪宗对牂牁等来使在麟德殿赐宴。从此多次遣使朝贺正旦，至唐文宗开成年间不绝。 